# María Sorolla García
María Clotilde Sorolla García, més coneguda com a María Sorolla (València 13 d'abril de 1889 - 19 de juny de 1956), fou una pintora valenciana.

## Biografia
Filla gran de Joaquim Sorolla i Bastida i de Clotilde García del Castillo, va ser educada a la Institució Lliure d'Ensenyament, centre que fomentà sempre la creativitat en l'alumnat, i en el qual va rebre una educació molt diferent a la que rebien altres nenes de la seva època, que estudiaven en escoles religioses femenines. Des de molt jove va tenir la influència del seu pare i dels seus germans, Elena i Joaquim, que també pintaven.
Probablement animada pel seu pare, l'any 1916 va participar en l'Exposició de la Joventut valenciana, on també va prendre part la seva germana Elena.
L'any 1916 es va casar amb Francesc Pons Arnau, que també era pintor i deixeble de Sorolla, amb qui va tenir un fill, Francisco Pons-Sorolla, que seria arquitecte, urbanista i Director General d'Arquitectura.
L'any 1926 va exposar altre cop, i de nou amb la seva germana Elena, a la primera mostra d'art femení del prestigiós Lyceum Club de Madrid. Les germanes van rebre una bona crítica i van vendre algunes peces. apareix també entre els participants de l'Exposició Nacional de Belles Arts de Madrid del 1936, on va presentar una obra titulada Rosas.
La seva producció artística no és molt extensa, atès que mai va fer el pas cap a la professionalització. La seva germana Elena va ser una escultora destacada del moment i el seu germà Joaquim va ser el primer director del Museu Sorolla del 1932 fins al 1948.
Com bona part de la seva família, està enterrada al cementiri de València.